# Charlton (Worcestershire)

Charlton es una localidad situada en el condado de Worcestershire, en Inglaterra (Reino Unido). Tiene una población estimada, a mediados de 2020, de 550 habitantes.
Está ubicada al sur de la región Midlands del Oeste, cerca de la frontera con la región Sudoeste de Inglaterra, de la orilla del río Severn —el más largo de Gran Bretaña— y al sur de la ciudad de Birmingham.
Fladbury y Cropthorne son sus pueblos vecinos, ambos a menos de una milla. Fladbury está justo sobre el río Avon y Cropthorne, colina arriba.